# Gruppo di ricerca e informazione socio-religiosa
Il Gruppo di ricerca e informazione socio-religiosa (GRIS) è un'organizzazione cattolica culturale e religiosa, senza fini di lucro, fondata nel 1987 per promuovere la ricerca e lo studio sulle sette, i nuovi movimenti religiosi e la fenomenologia ad essi correlata.

## Storia
Dopo un periodo di attività di qualche anno, l'organizzazione si costituisce ufficialmente l'8 febbraio 1987 con il nome di Gruppo di ricerca e di informazione sulle sette, denominazione che manterrà sino all'anno 2002 quando muta la sua denominazione in quella attuale.
Nel 1987 viene istituita la sede nazionale a Bologna e il 25 settembre 1990 il suo statuto viene approvato dalla Conferenza Episcopale Italiana a norma del codice di diritto canonico. Il 6 febbraio 2002 un nuovo statuto riceve l'approvazione della CEI.

## Attività istituzionale
Sin dalla sua fondazione l'associazione svolge attività di ricerca sui diversi movimenti religiosi, fornendo le risorse umane e organizzative per analizzarli a vari livelli: culturale, religioso, scientifico e sociale.
L'associazione cura inoltre la formazione e l'aggiornamento degli educatori e degli operatori che conducono le indagini sulle tematiche di riferimento; Il GRIS analizza e promuove gli strumenti pastorali, sociali e scientifici che garantiscano un approccio razionale e documentato all'oggetto di investigazione.
Il GRIS, che pone a proprio fondamento il precetto della carità, promuove per mezzo dell'azione dei soci, un "rispettoso aiuto" nei confronti di coloro che si trovano in condizione di disagio psicologico in seguito all'attività di organizzazioni religiose o parareligiose che li riducono in stato di debolezza.

## Obiettivi
Le finalità del GRIS sono:
a)	promuovere e svolgere la ricerca, lo studio e il discernimento, fornire informazione e consulenza sulle religioni, le sette e la fenomenologia a esse correlata, a livello culturale, religioso, scientifico e sociale;

b)	curare la formazione e l'aggiornamento di educatori e operatori sulle tematiche di pertinenza dell'associazione;

c)	analizzare e promuovere gli strumenti pastorali, culturali, educativi, scientifici e sociali che permettano un opportuno, adeguato e documentato approccio alla problematica di cui al presente articolo, lett. a);

d)	promuovere un rispettoso aiuto nei confronti di quanti vivono una situazione problematica o di disagio causata dall'attività di aggregazioni o singole persone che operano in ambito religioso, parareligioso, spiritualista o magico.
Il GRIS realizza le proprie finalità:
a)	promuovendo e organizzando convegni, corsi, conferenze e incontri a vario livello;

b)	formando e aggiornando persone destinatarie delle sue attività;

c)	radunando équipe di specialisti tratti da vari campi per affrontare a livello multidisciplinare le tematiche di sua pertinenza;

d)	preparando e diffondendo pubblicazioni, sussidi e strumenti pastorali, culturali, educativi, scientifici e sociali;

e)	intervenendo sui mezzi di comunicazione e informazione;

f)	promuovendo e curando collaborazioni e scambi culturali con organismi pubblici e privati, nazionali e internazionali, con organizzazioni simili operanti in altri paesi, con quanti, pur se di fede diversa, siano disponibili a collaborare con spirito ecumenico o di dialogo e con metodo scientificamente valido;

g)	cercando il dialogo, dove e quando possibile, con le persone aderenti ad altre fedi religiose o che si riconoscono in dottrine e visioni particolari;

h)	aprendo centri di ascolto con la consulenza di legali, medici, psicologi, sacerdoti e specialisti vari;

i)	mostrando attenzione e spirito di accoglienza alle persone che, uscite da esperienze religiose,  pseudoreligiose, spiritualistiche o magiche, sono alla ricerca della verità;

j)	promuovendo ogni altra attività che venga ritenuta opportuna nell'ambito delle proprie finalità istituzionali.

## Organizzazione
A norma dello statuto, gli organi dell'Associazione sono: l'assemblea, il consiglio nazionale, la giunta esecutiva.
Attualmente è presidente del GRIS il padre domenicano François Dermine, segretario Giuseppe Ferrari, tesoriere Luigi Laffusa e consigliere spirituale don Battista Cadei. Gli altri due membri della giunta esecutiva sono l’Avv.Giovanna Balestrino e la dott.ssa Elena Melis.